# Hogna burti
Hogna burti là một loài nhện trong họ Lycosidae.
Loài này thuộc chi Hogna. Hogna burti được Vernon Victor Hickman miêu tả năm 1944.